# Васильківський Павло Гнатович
Павло Гнатович Васильківський (нар. 1904, село Василівка Полтавської губернії, тепер Кобеляцького району Полтавської області — ?) — український радянський діяч, голова виконавчого комітету Ровенської обласної ради депутатів трудящих. Депутат Верховної Ради УРСР 2-го скликання.

## Життєпис
Народився у селянській родині. З юних років наймитував у заможних селян.
Закінчив Андріївську сільськогосподарську школу. З 1927 року працював головою сільської ради на Полтавщині.
Член ВКП(б) з 1930 року.
У 1933—1936 роках — студент Харківської вищої сільськогосподарської школи.
У 1936—1938 роках — заступник голови, голова виконавчого комітету Кобеляцької районної ради депутатів трудящих Полтавської області.
У 1938—1941 роках — заступник начальника Полтавського обласного земельного відділу; заступник голови виконавчого комітету Полтавської обласної ради депутатів трудящих.
Учасник німецько-радянської війни. Служив уповноваженим військових рад Сталінградського і Південно-Західного фронтів, займався постачанням продовольства і спорядження для Червоної армії.
У 1943—1944 роках — заступник голови виконавчого комітету Полтавської обласної ради депутатів трудящих.
З лютого 1944 року — в.о. голови виконавчого комітету Ровенської обласної ради депутатів трудящих, у травні 1944 — липні 1949 року — голова виконавчого комітету Ровенської обласної ради депутатів трудящих.
На 1950—1951 роки — завідувач паливного відділу виконавчого комітету Полтавської обласної ради депутатів трудящих.
З 1952 року — голова виконавчого комітету Новосанжарської районної ради депутатів трудящих Полтавської області.
На 1954—1958 роки — 1-й секретар Новосанжарського районного комітету КПУ Полтавської області.

## Нагороди
- орден Леніна (23.01.1948)
- орден Трудового Червоного Прапора (26.02.1958)
- орден Вітчизняної війни 2-го ст. (1.02.1945)
- медаль «За оборону Сталінграда»
- медаль «За перемогу над Німеччиною у Великій Вітчизняній війні 1941—1945 рр.»
- медаль «Партизанові Вітчизняної війни» 1-го ст.
- медалі
- Почесна грамота Президії Верховної Ради Української РСР (12.01.1956)